# Leonor de La Marche
Leonor de Bourbon-La Marche, (Burlada, 7 de setembro de 1407 - 1464). Nobre francesa, filha de Jaime II de La Marche e de Beatriz de Evreux, e neta do rei Carlos III o Nobre.
Com a morte deste em 1438, ela tornou-se condessa de La Marche e condessa de Castres. Em 1429 casou-se com Bernardo de Armagnac e tornou-se duquesa de Nemours. Morreu em 1464 e foi sucedida pelo seu filho único, Jaime III de La Marche.